# Partij voor Christelijk Politiek Alternatief
De Partij voor Christelijk Politiek Alternatief (PCPA) was een Belgische lokale politieke partij te Edegem.

## Geschiedenis
De partij werd opgericht in 1981 in de aanloop naar de gemeenteraadsverkiezingen van 1982. De partij overtuigde die stembusgang 0,87% van de kiezers, onvoldoende voor een zetel in de Edegemse gemeenteraad. Lijsttrekker was John Geerts.
Eerder diende de PCPA ook een kieslijst in bij de federale verkiezingen van 1981 voor de Kamer in het kiesarrondissement Antwerpen. Lijsttrekker was ook bij deze stembusgang Geerts. Hierbij kon de partij 0,30% van de kiezers verleiden tot een stem.